# Armadacup

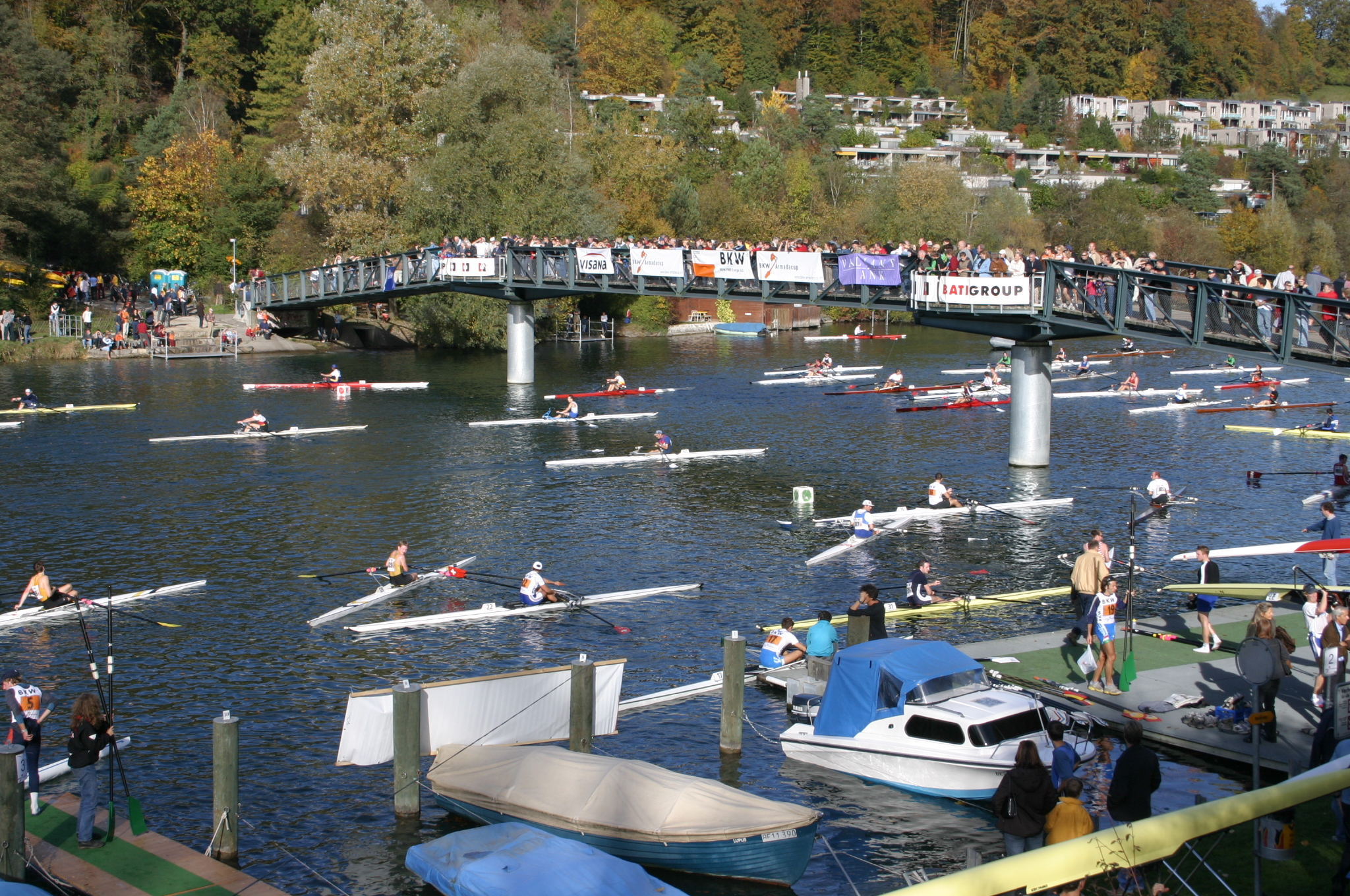
Skiffs beim Armadacup 2004

Der Armadacup war eine Schweizer Ruderregatta, bei dem in Skiffs über eine Distanz von neun Kilometern gerudert wurde. Durchgeführt wurde der Armadacup vom Regattaverein Bern auf dem Wohlensee vor den Toren des Rowing Club Bern. Alle (maximal 250) Teilnehmer des Skiff-Rennens starten gleichzeitig, was für Rennen dieser Art unüblich ist. Die Sieger des Armadacups wurden direkt im Anschluss an das Rennen geehrt.
In der Vergangenheit wurde auch ein Drachenboot-Rennen ausgetragen, welches zugleich das letzte Rennen des «Swiss Dragonboat Cup» darstellte.

## Geschichte
Im Herbst 1980 wurde der Armadacup erstmals durchgeführt. Sieger war Philippe Monteil. Marc Furrer, mit seinem Team aus dem Rowing Club Bern (Stephan Wehrli, Anatole Du Fresne und Thomas von Burg) war Initiator und Gründer dieser Veranstaltung. Am 27. Oktober 2018 fand der letzte «Armadacup» auf dem Wohlensee statt. Er wurde durch ein neues Format ersetzt. Am 26. Oktober 2019 fand zum ersten Mal das «Bern Boat Race» statt. Statt einem Massenstart setzt das «Bern Boat Race» auf eine Staffelung der Teilnehmer. 